# Weiße Pfriemschnecke
Die Weiße Pfriemschnecke (Melanella alba) ist eine Schnecken-Art aus der Familie der Eulimidae (Gattung Melanella), die als Ektoparasit an Seegurken lebt.

## Merkmale
Melanella alba trägt ein hohes, schmal kegelförmiges, stark glänzendes Schneckenhaus mit leicht konvexem Umriss, das bei ausgewachsenen Schnecken etwa 20 mm Gehäuselänge und rund 6 mm Breite erreicht. Der Protoconch ist oft erodiert, so dass 12 bis 14 leicht konvexe Umgänge erhalten bleiben. Das Gewinde hat etwa 5 bis 13 fast flache, kaum gewölbte, glatte, undurchsichtige Umgänge mit unauffälliger Naht und ist manchmal leicht gebogen. Die birnförmige Gehäusemündung hat eine äußere Lippe mit einer in Seitenansicht deutlich sichtbaren Ausbuchtung sowie eine an der Basis leicht umgebogene innere Lippe. Das Gehäuse ist milchig weiß, wobei die Körperfärbung durch die Schale hindurch sichtbar ist.
Der Kopf bildet einen flachen Vorsprung, an dem vorn zwei schmale Fühler und an der Unterseite ein ein- und ausstülpbarer Rüssel sitzen. Hinter jedem der beiden aneinander genäherten Fühler sitzt ein schwarzes Auge. Der Mantel bildet keinen Fühler. Das Männchen hat hinter dem rechten Fühler einen gekrümmten Penis mit einer dorsalen offenen Spermienrinne. Der Fuß ist recht klein und trägt ein Operculum. Die Schnecke ist weiß, die Vorderabschnitt und die Seiten des Fußes, die Opercular-Lappen und die Fühler orange oder mit orangefarbenen Markierungen.

## Verbreitung und Lebensweise
Melanella alba ist im nordöstlichen Atlantischen Ozean vom Mittelmeer bis nach Norwegen verbreitet.
Sie lebt auf schlammigem Sand und Kies in Meerestiefen von 16 bis 135 m.

## Entwicklungszyklus
Melanella alba ist getrenntgeschlechtlich. Die Tiere paaren sich in den Sommermonaten, wobei das kleinere Männchen seinen langen, schlanken Penis in die Geschlechtsöffnung des größeren Weibchens einführt. Das Weibchen befestigt seine dickwandigen, eiförmigen, undurchsichtigen, 3 mm langen, 2,5 mm breiten und 1,75 mm hohen Eikapseln am Substrat. In jeder Kapsel befinden sich mehrere hundert rosafarbene Eier. Aus den Kapseln schlüpfen drei Wochen nach Eiablage frei schwimmende, Plankton fressende Veliger-Larven, die nach einer längeren Phase als Zooplankton niedersinken und zu kriechenden Schnecken metamorphosieren.

## Lebensweise
Melanella alba saugt an Seegurken, an deren Tagesrhythmus sie sich in ihrer Aktivität orientiert. Sie sucht den Wirt zum Fressen auf und lebt zwischendurch frei. Da die über den ausstülpbaren Rüssel eingesogene Coelomflüssigkeit der Seegurke wenig nahrhaft ist, saugt eine Schnecke meist mehrere Stunden, um satt zu werden.
Im Atlantik saugt sie die Körpersäfte von Neopentadactyla mixta, von der an manchen Orten praktisch alle Individuen befallen sein können. Im Mittelmeer wurde sie als Parasit an Pseudothyone raphanus beobachtet. Auch an Seegurken der Gattung Ocnus wurden oft zahlreiche Weiße Pfriemschnecken beim Saugen beobachtet. In Plymouth wurde Melanella alba oft am Seeigel Spatangus purpureus gesehen, jedoch gibt es bisher keine Beobachtung, dass sie ihren Saugrüssel in den Seeigel einführt.
Der sowohl hydraulisch als auch durch Muskelbewegung ausgestülpte Saugrüssel (Proboscis) weist an dem in den Wirt eingeführten Abschnitt ein stark drüsiges Epithel auf, dessen Sekret offenbar das Bindegewebe unter der Haut der Seegurke auflöst, damit dieses eingesogen werden kann.